# Fort Lauderdale Strikers (1988)
Fort Lauderdale Strikers is een voormalige Amerikaanse voetbalclub uit Fort Lauderdale, Florida. De club werd opgericht in 1988 en opgeheven in 1994. De club speelde twee seizoenen in de American Soccer League en vijf seizoenen in de American Professional Soccer League.

## Gewonnen prijzen
- American Soccer League
  - Winnaar (1): 1989
  - Runner up (1): 1988
- American Professional Soccer League
  - Winnaar (1): 1990

## Bekende ex-spelers
- Thomas Rongen

## Bekende ex-trainers
- Wim Suurbier